# Svartgölen (Stjärnorps socken, Östergötland, 649336-148827)
Svartgölen är en sjö i Linköpings kommun i Östergötland och ingår i Motala ströms huvudavrinningsområde.